# Lövångers kommunala realskola
Lövångers kommunala realskola var en kommunal realskola i Lövånger verksam från 1952 till 1966.

## Historia
Skolan bildades som en högre folkskola. 1 juli 1952 ombildades denna till en kommunal realskola.
Realexamen gavs från 1953 till 1966.
Skolbyggnaden används numera av Lövångerskolan.